# Empire Award
De Empire Award, ook wel bekend als de  “Sony Ericsson Empire Award”, is een Britse filmprijs die sinds 1995 elk jaar wordt uitgereikt door het filmtijdschrift  Empire. De prijzen worden gesponsord door Sony Ericsson. De winnaars worden gekozen door lezers van het tijdschrift.

## Categorieën
De prijzen zijn te winnen in de volgende categorieën:
- Beste Britse acteur
- Beste Britse actrice
- Beste Britse film
- Beste debuut (tot aan 2002)
- Best nieuwkomer (sinds 2003)
- Beste acteur
- Beste actrice
- Beste regisseur
- Beste film
- Empire Lifetime Achievement Award (tot aan 2003)
- Empire Career Achievement Award (2004)
- Beste Britse regisseur (1997-2001)
- Empire Inspiration Award (1997, 1999, 2001, 2002)
- Empire Movie Masterpiece (1999, 2000)
- Special Award for Contribution to Cinema (2000)
- Empire Independent Spirit Award (sinds 2002)
- Sony Ericsson Best Scene (sinds 2003)